# Ateneu Deportiu Guíxols
El  Ateneu Deportiu Guíxols fue un club de fútbol de la ciudad de San Felíu de Guixols, en Gerona, Cataluña (España).

## Historia
Consta como fecha oficial de fundación del club el 1914, aunque se tienen algunas referencias de algunos primeros partidos del Ateneo contra el Cassà el año 1913. El Ateneo, como entidad en sí, se había fundado el 1 de noviembre de 1905. En su palmarés, el título más destacado es la consecución del Campeonato de Cataluña de Segunda Categoría ganado el Athletic Sabadell por|para 2 en 1 el año 1922. También ganó, el 1964, el Trofeu Moscardó contra el Reus Deportiu. Ha sido 11 temporadas a Tercera División, siendo el periodo más exitoso el del principio de los años 2000, con Xavi Lozano como entrenador. La temporada 2006-07, el club militaba en el grupo 1 de la Territorial Preferente y alcanzó el retorno a la Primera Catalana al superar el Roda de Barà por|para uno global de 2 en 1 en la promocíó de ascenso (0-0 en Roda de Barà y triunfo por|para 2-1 en Sant Feliu de Guíxols).

## Palmarés
- 1 Campeonato de Cataluña de Segunda Categoría: 1922
- 1 Trofeo Moscardó: 1964
- 1 Campeonato de Primera Regional: 1985

## Jugadores destacados
- Conrad Portas (RCD Español años 20, internacional español en 2 ocasiones)
- Nacho Castro: Fútbol Club Barcelona
- Carlos Lorenzana (antiguo preparador físico selección española con José A. Camacho)
- Ricard Fargas "Ricky" (Villarreal CF, FC Jazz Pori de Finlandia)
- Charles "Charly" Oppong (internacional Costa de Marfil 1989)
- Ferran Vàzquez (Palamós CF, en 2ª. División)
- Xavi Giró (UE Figueres, en 2ª. División)
- Goran Kopunovic (sólo se alineó en amistosos por problemas con la legislación; UE Figueres, Ferencvaros, AEK Larnaca)
- Jordi Carré (a.c.s.) (UE Figueres, en 2ª. División)
- Òscar Serrano (RCD Español, Racing de Santander)
- Francesc Guitart Sabater (RCD Español B)
- Oleguer Presas Renom (FC Barcelona y Ajax de Ámsterdam)

## Entrenadores destacados
- Miguel Álvarez Jurado (Tarrasa FC, Ciudad de Murcia, Lorca)
- Nacho Castro: Peralada, Girona, Horta, Andorra